# Улястуй
Улясту́й (рос. Улястуй) — село у складі Хілоцького району Забайкальського краю, Росія. Входить до складу Хілогосонського сільського поселення.

## Населення
Населення — 37 осіб (2010; 22 у 2002).
Національний склад (станом на 2002 рік):
- буряти — 77 %